# العلاقات البالاوية الكرواتية
العلاقات البالاوية الكرواتية هي العلاقات الثنائية التي تجمع بين بالاو وكرواتيا.

## مقارنة بين البلدين
هذه مقارنة عامة ومرجعية للدولتين:
| وجه المقارنة                                              | بالاو                         | كرواتيا                                                  |
| --------------------------------------------------------- | ----------------------------- | -------------------------------------------------------- |
| المساحة (كم2)                                             | 465                           | 56.59 ألف                                                |
| عدد السكان (نسمة)                                         | 21.73 ألف                     | 4.11 مليون                                               |
| الكثافة السكانية (ن./كم²)                                 | 4.67 ألف                      | 72.63                                                    |
| العاصمة                                                   | نغيرولمود، كورور              | زغرب                                                     |
| اللغة الرسمية                                             | لغة إنجليزية، اللغة البالاوية | اللغة الكرواتية                                          |
| العملة                                                    | دولار أمريكي                  | كونا كرواتية                                             |
| الناتج المحلي الإجمالي (بليون دولار)                      | 291.54 مليون                  | 54.85 مليار                                              |
| الناتج المحلي الإجمالي (تعادل القوة الشرائية) بليون دولار | 326.12 مليون                  | 94.64 مليار                                              |
| الناتج المحلي الإجمالي الاسمي للفرد دولار أمريكي          | 13.50 ألف                     | 11.54 ألف                                                |
| الناتج المحلي الإجمالي للفرد دولار أمريكي                 | 14.76 ألف                     | 21.64 ألف                                                |
| مؤشر التنمية البشرية                                      | 0.780                         | 0.818                                                    |
| رمز المكالمات الدولي                                      | +680                          | +385                                                     |
| رمز الإنترنت                                              | .pw                           | .hr                                                      |
| المنطقة الزمنية                                           | ت ع م+09:00                   | توقيت وسط أوروبا، ت ع م+01:00، ت ع م+02:00، أوروبا/زغرب ‏ |

## منظمات دولية مشتركة
يشترك البلدان في عضوية مجموعة من المنظمات الدولية، منها:
| علم المنظمة | اسم المنظمة                        | تاريخ انضمام بالاو | تاريخ انضمام كرواتيا |
| ----------- | ---------------------------------- | ------------------ | -------------------- |
|             | مؤسسة التنمية الدولية              | 16 ديسمبر 1997     | 25 فبراير 1993       |
|             | الأمم المتحدة                      | 15 ديسمبر 1994     | 22 مايو 1992         |
|             | منظمة حظر الأسلحة الكيميائية       | ?                  | ?                    |
|             | مؤسسة التمويل الدولية              | 16 ديسمبر 1997     | 25 فبراير 1993       |
|             | وكالة ضمان الاستثمار متعدد الأطراف | 16 ديسمبر 1997     | 19 مارس 1993         |
|             | يونسكو                             | 20 سبتمبر 1999     | 1 يونيو 1992         |
|             | البنك الدولي للإنشاء والتعمير      | 16 ديسمبر 1997     | 25 فبراير 1993       |

## وصلات خارجية
- موقع وزارة الخارجية الكرواتية